# 五氟化氯
五氟化氯（Chlorine pentafluoride）化學式为ClF5，是氟和氯的化合物，也是一种互卤化物，首次合成於1963年。 这种无色气体是一种强氧化剂，曾经是火箭的候选氧化剂。
它具有C4v对称性的四方锥结构已经被高清晰度的19F核磁共振所证实。

## 制备
五氟化氯的一些早期合成得到了分类。 最初，一种常用于合成五氟化氯的方法是ClF3与F2在高温高压下反应。
ClF3  +  F2   →   ClF5
ClF  +  2F2   →   ClF5
Cl2  +  5F2   →   2ClF5
CsClF4  +  F2   →   CsF  +  ClF5
此外，金属氟化物即MClF4(例如KClF4, RbClF4, CsClF4)与F2的反应产生ClF5和相应的金属氟化物MF。[1]  1981年, 研究人员发现NiF2是一个很好的制备ClF5的催化剂。

## 反應
五氟化氯与水剧烈反應产生FClO4和HF 或是氯酰氟和氟化氢：
ClF
5 + 2 H
2O → ClO
2F + 4 HF
另外，它也是一個強大的氟化劑。它在室温下就能很容易地与所有元素（包括一些“惰性”的元素，如 铂和金）反应，除了所有惰性气体、 氮、 氧和氟。